# 八木早希
八木 早希（やぎ さき、1978年11月28日 - ）は、フリーアナウンサー。元・毎日放送（MBS）アナウンサー。

## 来歴
アメリカ合衆国生まれの大阪府大阪市阿倍野区育ち。身長167cmで、血液型はB型。
6歳まではロサンゼルス、小学4年生から6年生まで韓国で生活し、高校2年秋から3年夏休みの約1年間はアメリカ・シアトルに留学する。英検1級取得に加え、朝鮮語も堪能なトライリンガル（日本語・英語・朝鮮語）である。
大阪府立住吉高等学校から同志社大学文学部英文科へ進学。学生時代には、アナウンサーを養成する生田教室に通いつつ、朝日放送でアルバイトを経験した。
大学卒業後の2001年4月1日、アナウンサーとして毎日放送へ入社。同期入社のアナウンサーに、山中真、小野陶子（2006年末に退社）、仙田和吉（ラジオ日本から中途採用扱いで移籍）がいる。入社後は、MBSテレビ平日午後の情報番組『ちちんぷいぷい』で長らくアシスタントを務めるなど、情報・音楽系の番組を中心に幅広く活動。2006年には、JNN・JRN系列各局の優秀なアナウンサーに与えられるアノンシスト賞（2006年度ラジオ「フリートーク」部門）を受賞した。自身がパーソナリティを務めたMBSラジオの番組『チョアヨ!韓国』でのトークが評価されたことによる。
2011年3月31日付で毎日放送を退職した後に、翌4月1日からフリーアナウンサーとしての活動を始める。通常は地元・関西を中心に活動しているが、転身初日から2014年3月28日まで『NEWS ZERO』（日本テレビ系）の金曜日でキャスターを担当するなど、東京での活動機会も少なくない。
フリーアナウンサーへの転身後は、東京に本社を置く芸能事務所・三桂に所属してきたが、2014年4月末で同社とのマネジメント契約を解除。翌5月からは、「Blossom Out」という事務所および、同名の個人サイトを開設している。
プライベートでは、毎日放送アナウンサー時代の2007年5月に、当時大学病院へ勤務していた整形外科医（後に独立・開業）と結婚。結婚10年目の2016年4月11日に第1子の妊娠（6か月）を公表すると、7月2日には、フリーアナウンサー転身後から司会を務める『胸いっぱいサミット!』（関西テレビ）の中で産前産後休暇に入ることを発表した。なお、7月31日に第1子の男児を出産。10月からは、育児と並行させながら、フリーアナウンサーなどの活動を再開している。2018年5月21日に第２子の男児を出産した。

## 人物
毎日放送への入社後に母校の同志社大学で講演したことが縁で、大学の後輩・井上雅雄に対して、「毎日放送でスポーツアナウンサーを募集しているから、実際にスポーツしている人たちからもアナウンサー試験を受けてみたら?」とアナウンサー職への挑戦を勧めた。井上は大学を卒業した2003年に同局へ入社。主にスポーツアナウンサーとして活動している。
毎日放送のアナウンサー時代には、担当番組の取材・収録で、韓国を100回以上訪問（パーソナリティを務めていたMBSラジオ『MBSたびぐみ とっておき旅ラジオ』での発言より）。2006年12月3日には、韓国観光公社が新たに創設した「韓国観光名誉広報大使」に任命される（任期は2年間）。2008年6月には、 第1回ソウル観光大賞「最優秀ジャーナリスト賞」を受賞した。また、トライリンガルとして、出演番組で英語・朝鮮語の通訳や外国人俳優・アーティストへのインタビュアーを務めることが多かった。アナウンサーとしてのデビューがやしきたかじんの冠番組『たかじんONE MAN』（MBSテレビ）のアメリカ取材であったのも、通訳を兼ねて取材に同行したことによる。なお、結婚の際にはたかじんへ相談。たかじんはこの結婚に際して、仲人と結婚式のプロデュースを務めた。この結婚式の模様は、“たかじんプロデュース”の一環として、後日同番組で放送されている。
2004年10月13日からは、MBSテレビ制作・TBS系列のクイズ番組『クイズ!家族でGO!!』で、三宅裕司のアシスタントとして全国ネットの番組にデビュー。番組がわずか3か月で終了した後も、『お笑いLIVE10!』（TBS制作）における近畿地区（主に大阪）からの生中継や、MBS制作の『知っとこ!』における生中継（2010年3月27日放送分）でリポーターとして全国ネット番組に登場していた。その一方で、2004年12月18日には『ナンボDEなんぼ』、2005年6月4日には『たかじん胸いっぱい』（『胸いっぱいサミット!』の母体に当たるたかじんの冠番組、いずれも関西テレビ制作）に、それぞれゲストで出演している。
2008年10月17日には、『チョアヨ!韓国』の番組本を出版。同月19日には、ジュンク堂の三宮店と大阪本店で、サイン会を実施した。サイン会は2009年にも開かれている。また、同番組放送中の2006年4月からは、MBSラジオがポッドキャスト向けに配信する朝鮮語講座の講師も担当。番組終了後も、「チャムケンチャナヨ!韓国語」とタイトルを改めながら、2011年3月の退職まで続けた。
2009年1月23日、『ちちんぷいぷい』金曜日の総合司会であった先輩アナウンサー・西靖がインフルエンザで出演できなかったため、女性アナウンサーとして同番組で初めての総合司会を務めた。
毎日放送のアナウンサーとして最後に出演した番組は、同期入社の山中とともに木曜日のパーソナリティを務めていた『MBSたびぐみ とっておき旅ラジオ』の2010年度最終回（同年3月24日）。なお同局では、10年間の勤務の末に退職した八木を、今後「名誉職員」として扱うという。
毎日放送を退職した翌日（2011年4月1日）から2014年3月28日までは、『NEWS ZERO』（日本テレビ系）の金曜日でスタジオ進行キャスターを担当（2012年7月から2013年3月まではサブキャスターに一旦昇格）。その後は、全国向けに放送する他のテレビ番組でも、MCや進行役を務めるようになった。ただし、毎日放送からの退職を機に前述の『たかじん胸いっぱい』でもレギュラー出演を始めたことを皮切りに、在阪局で複数のレギュラー番組を抱えている。

## 主な出演番組

### 現在
ラジオ
- 関西クラブ信子 （2012年5月 - 、ラジオ関西）
- Billboard PREMIUM Plus （2019年10月4日 - 、FM COCOLO 毎週金曜日 22:00 - 23:00）
- Breeze on Sunday（2021年4月4日 - 、FM COCOLO 毎週日曜日 9:00 - 11:00）
- Changeの瞬間 〜がんサバイバーストーリー〜（2020年4月5日 - 2025年3月30日、朝日放送ラジオ、日曜 8:10 - 8:25）[9][10]

連載
- 幻冬舎『GINGER』「30才美容委員会」（2013年4月 - ）
- 産経新聞関西版夕刊「女子的 トライアングル」（2014年4月 - 、3週に1回のペースでコラムを執筆）

その他
- あべのキューズモール 館内アナウンス（日本語・英語）[11]

以下は、MBSアナウンサー時代に出演していた『ちちんぷいぷい』など、MBSテレビの関西ローカル番組内を中心に放送。
- NTT DoCoMoインフォマーシャル「スマホ大使」（2011年11月 - ）当初は「フリーアナウンサー」の肩書も出していた。2013年からは、関西テレビの関西ローカル向けバージョンも放送中。
- ネイチャーラボ「トゥビーホワイト」インフォマーシャル（2013年1月 - ）
- パナソニック「食器洗浄機」インフォマーシャル（2014年10月 - ）[12]

### 過去

#### MBS時代
テレビ
- たかじん胸いっぱい　→　胸いっぱいサミット （2011年4月9日 - 2021年、関西テレビ） 隔週 → 毎週アシスタント。
  - 毎日放送のアナウンサー時代にも、『たかじん胸いっぱい』へゲストで出演した経験がある。結婚式の仲人であったたかじんが逝去した2014年1月以降は、たかじんへの追悼特別番組・企画で進行役を担当。
- ぐるっと関西おひるまえ 金曜日（2013年4月12日 -2022年3月 、NHK大阪） 司会

第1子の出産を間近に控えた2016年7月から産前産後休暇に入ったため、『胸いっぱいサミット』を7月から9月まで、『ぐるっと関西おひるまえ』を7月8日から9月30日まで休演。出産後の同年10月から、両番組への出演を再開している。
- ちちんぷいぷい

| 2003年頃 - 2004年3月   | 木曜レギュラー「角の☆〜ぃ印」＆「新しモン好き!」                                                                |
| 2005年10月 - 2006年3月 | 金曜アシスタント                                                                                                |
| 2006年4月 - 2007年9月  | 月曜・金曜アシスタント                                                                                          |
| 2007年10月 - 12月      | 金曜アシスタント（月一回は中継リポーター） 月曜レギュラー「ぷいぷい物産 いっぺんぜひ!」（月一回はアシスタント） |
| 2008年1月 - 3月        | 金曜アシスタント 月曜・火曜レギュラー「ベストヒットGNK」                                                        |
| 2008年4月 - 2009年3月  | 金曜アシスタント                                                                                                |
| 2009年4月 - 9月        | 金曜アシスタント 月曜・火曜準レギュラー                                                                         |
| 2009年10月 - 12月      | 金曜アシスタント 木曜コーナーレギュラー                                                                         |
| 2010年1月 - 9月        | 金曜アシスタント                                                                                                |
| 2010年10月 - 2011年3月 | 不定期コーナーリポーター                                                                                        |

- MBSニュース（不定期）
- MBSスポーツドリーム
- おばちゃん1000万円!! （全国ネット、2004年1月2日）
- あん! （月曜 - 金曜、2004年4月 - 2005年3月）
- オーサカキング開幕特別番組
  - 第1回 （2004年7月31日）
  - 第2回 （2005年7月30日）
  - 第3回 （2006年7月29日）
  - 第4回 （2007年7月28日）
  - 第5回 （2008年7月26日）
- っちゅ〜ねん! （月曜 - 金曜、2005年4月 - 2006年3月）
- クイズ!家族でGO!! （全国ネット・水曜、2004年10月 - 12月）
- USJファン! （月曜 2004年 - 2006年5月、2008年7月7日、8月）
- お笑いLIVE10! （TBS制作全国ネット・水曜、2005年10月 - 2006年2月） 近畿地区の進行役
- 角淳一の大大大正月2006 （2006年1月1日）
- MBS新世代漫才アワード
  - 第四回大会 （2006年7月30日）
  - 第五回大会 （2007年9月29日）
  - 第六回大会 （2008年8月30日）
- ちちんぷいぷいは夏休み オモロイことはぜ〜んぶやる!ニッポンの夏じるし （2006年7月31日、8月4日）
- 明石家電視台 in韓国・済州島サン様ファミリー大集合スペシャル （2006年10月1日）
- ちちんぷいぷい冬休み・チュートリアルでごめんなさい4時間全部家族愛テレビ （2007年1月5日）
- ちちんぷいぷい夏休み 西から南からアツアツオーサカキングSP （2007年7月30日、8月3日）
- オーサカ夜キング ケンコBAR （2007年7月30日、8月2日 - 3日）
- 吉本アスリート列伝! （2007年8月18日） 長居陸上競技場から生中継部分担当
- 2007年世界陸上選手権大阪大会中継（2007年8月25日 - 9月2日、TBS制作、JNN系列とBS-iで全国中継） 
  - 地元局を代表する女性アナウンサーとして、先輩の西村麻子とともに中継キャスターを務める。同大会関連の特別番組にも連日出演。
- たかじんONE MAN （火曜 23時55分 - 24時55分、不定期出演）
- 陣内の大チュー目2008 コレ来る!ベスト50 （2008年1月1日）
- 暮らしカルマガジン みかさつかさ （土曜 17時 - 17時30分、2002年4月 - 2008年3月）
- 知っとこ!（全国ネット・2010年3月27日、熊野川からの中継）
- でいりぃ げっと。（深夜不定時 2009年10月 - 2010年4月4日）
- 超人気芸人 ガチで大ゲンカ祭（2011年より年末、毎日放送・TBS系） 司会

ラジオ
- MBSたびぐみ とっておき旅ラジオパーソナリティ（ナイターオフ番組、2009年度は火曜日、2010年度は木曜日担当）
  - 毎日放送へ入社後初めて、同期の山中と2人だけで担当したレギュラー番組。同局での最終出演番組でもあった。
  - フリーアナウンサー転身後の2011年12月17日には、山中がパーソナリティを務める土曜版にゲストとして出演。
- MBSヤングタウン日曜日 （2008年夏頃から不定期で出演）
- MBSニュース（不定期）
- e-NITE WEST （2001年10月 - 2002年3月）
- 健康コミュニケーション （日曜 9時 - 9時15分　2003年4月 - 2006年9月）
- 上野誠の万葉歌ごよみ （土曜 5時15分 - 5時30分、2006年8月 - 2008年3月）
- MBSサウンドキングダム （水曜 22時 - 27時、2008年4月 - 2009年3月）
- チョアヨ!韓国 （日曜 25時 - 25時30分、2004年10月 - 2009年3月）
  - 放送終了後も2011年3月まで、MBSラジオのポッドキャストで配信。
- MBSニュース最終便 （金曜）当時のキャスター・吉竹史の代役として出演
- MBSうたぐみ Smile×Songs （2006年4月6日- 2010年9月27日 月曜22時 - 24時30分、番組開始からパーソナリティを担当）
  - 開始から半年は、火曜パーソナリティも務めていた。
- 毎日カルチャースペシャル ラジオウォーク
  - 第21回 （2002年2月11日）
  - 第25回 （2006年2月11日）
  - 韓国・慶州ウォーク〜新羅千年の都は今〜 （2006年5月21日）
  - 第26回 （2007年2月12日）
  - 第27回 （2008年2月11日）
  - 第29回 （2010年2月11日）初めて総合司会を担当
  - 第30回 （2011年2月11日）フリーアナウンサーに転身するため、この回の総合司会をもって番組を卒業。

#### フリー転向後
テレビ
- NEWS ZERO 金曜日 （2011年4月1日 - 2014年3月28日、日本テレビ） スタジオ進行キャスター→サブキャスター→スタジオ進行キャスター
- よ〜いドン! （2011年9月7日、2012年3月6日　関西テレビ） ゲスト
- 医療の扉 日曜日 （2012年4月1日 - 2013年9月30日、BS日テレ） パーソナリティ
- 旅するハイビジョン 全国百線鉄道の旅 （2013年10月27日 - 2014年9月28日・11月2日・2015年3月8日・7月19日・10月4日・2016年12月11日、BSフジ） ナレーション（初代ナレーター・藤田千代美に続く2代目）第79回〜第90回(最終回)。
  - スペシャル「四国霊場開創1200年 鉄道遍路旅」(前編:2014年7月13日/後編:2014年11月2日）、「京都気ままに途中下車」(2015年3月8日)、「世界遺産エクスプレス」(2015年7月19日)、「九州縦断世界遺産の旅」(2015年10月4日)、「聖徳太子ゆかりの地を巡る」（2021年11月7日）では旅人として出演。
- クイズプレゼンバラエティー Qさま!!（2014年1月6日、テレビ朝日）毎日放送アナウンサー時代に『っちゅ〜ねん!』『ちちんぷいぷい』で共演していた宇治原史規（ロザン）率いる「関西インテリ軍団」の一員として出場
- いよいよ今夜!R-1ぐらんぷりMC（2014年3月4日、関西テレビ）
- 関西テレビ開局55周年記念番組　JUMBO〜尾崎将司 プロ45年目の春〜（2014年4月26日、関西テレビ）尾崎が10年振りにインタビューへ応じたテレビ番組で、プロゴルファー・水巻善典と共に尾崎へのインタビューを担当。
- Qさま!!3時間スペシャル 芸能人・医者・大学の先生が対決!本当に頭がいいのは誰だ!?第2回学力王決定戦 (2015年3月23日、テレビ朝日)
- ごごネタ!クックTV（2012年10月2日 - 2016年3月29日、CBCテレビ制作・TBS系全国ネット番組） メインパーソナリティー
- 超人気芸人　ガチで大ゲンカ祭2013（2013年12月29日、MBSテレビ制作・TBS系全国ネットの特別番組）MC
- ドラマ10『コピーフェイス〜消された私〜』第2話（2016年11月25日、NHK総合テレビ）
  - NHK大阪放送局が制作を担当した縁で、劇中で放送される情報番組の司会役として梅田淳（関西テレビ出身のフリーアナウンサー）と初共演。第1子の産前産後休暇明けに収録したもので、八木・梅田とも、テレビドラマへの出演は初であった[15]。
- おはようコールABC（2020年4月 - 9月、朝日放送テレビ、火・水曜ニュースコメンテーター）
  - ニュースコメンテーターとしてのレギュラー出演は、テレビ・ラジオを通じても初めてであった。ちなみに、朝日放送テレビの設立は2018年4月1日で、大学生時代にアルバイトで勤務していた朝日放送からテレビ放送などの部門を継承している。

ラジオ
- まいにちハングル講座 (2012年4月 - 6月、NHKラジオ第2放送)
- コリアンテナ-KOREA ANTENNA （2011年10月2日 - 2013年3月30日、エフエム東京、日曜20:30 - 20:55）パーソナリティ

## 著書
- 八木早希のチョアヨ!旅する韓国語（2008年10月17日、アルク）ISBN 978-4-7574-1466-2
  - 出版後に2度、書店でサイン会を実施した（前述）。
- マニアックソウル〜古家正亨＆八木早希のソウルよくばり散歩（2010年11月10日、ソウル特別市）非売品
  - 日本語版の公式観光ガイドブックで、毎日放送時代のポッドキャスト配信コンテンツ「チャムケンチャナヨ!韓国語」で共演した古家正亨との共著。
- 八木早希のシンナヨ!ふれあう韓国語（2011年7月15日、アルク）ISBN　978-4757419995
  - フリーアナウンサー転身後初の著書で、『八木早希のチョアヨ!旅する韓国語』の続編。
- 八木早希韓国ガイド 暮らすように旅するソウル（2011年11月27日、ワニブックス）ISBN 978-4847090257
- 誰とでも自然と親しくなれる30のルール（2012年2月17日、朝日新聞出版）ISBN 978-4022509437

## 関連人物
- やしきたかじん - 仲人、生前には多数の冠番組で共演。
- 松井愛 - アナウンサーの先輩、高校の先輩
- 上泉雄一 - アナウンサーの先輩
- 西靖 - アナウンサーの先輩
- 山中真 - アナウンサーの同期
- 小野陶子 - アナウンサーの同期（現在は退社）
- 仙田和吉 - アナウンサーの同期（ラジオ日本から移籍）
- 森貴洋 - 同期のテレビディレクター
- 井上雅雄 - アナウンサーの後輩